# Tockus
Tockus es un género de aves bucerotiformes de la familia Bucerotidae que agrupa a varias especies de tocos propias del África subsahariana.

## Especies
Se reconocen las 10 siguientes especies:
- Tockus damarensis (Shelley, 1888) - toco de Damara
- Tockus deckeni (Cabanis, 1868) - toco keniata
- Tockus erythrorhynchus (Temminck, 1823) - toco piquirrojo
- Tockus flavirostris (Rüppell, 1835) - toco piquigualdo norteño
- Tockus jacksoni (Ogilvie-Grant, 1891) - cálao de Jackson
- Tockus kempi Tréca & Érard, 2000
- Tockus leucomelas (Lichtenstein, 1842) - toco piquigualdo sureño
- Tockus monteiri Hartlaub, 1865 - toco angoleño
- Tockus ruahae Kemp & Delport, 2002
- Tockus rufirostris (Sundevall, 1850)